# لی‌لی آلدریج
لی‌لی مائود آلدریج (به انگلیسی: Lily Aldridge) (متولد ۱۵ نوامبر ۱۹۸۵)، یک مدل آمریکایی می‌باشد. وی بیشتر به خاطر همکاری‌اش با کمپانی ویکتوریا سکرت شناخته شده‌است.